# MTV Video Music Award all'artista dell'anno
L'MTV Video Music Award all'artista dell'anno (MTV Video Music Award for Artist of the Year) è un premio assegnato annualmente a partire dal 2017 nell'ambito degli MTV Video Music Awards.

## Vincitori e candidati

### Anni 2010

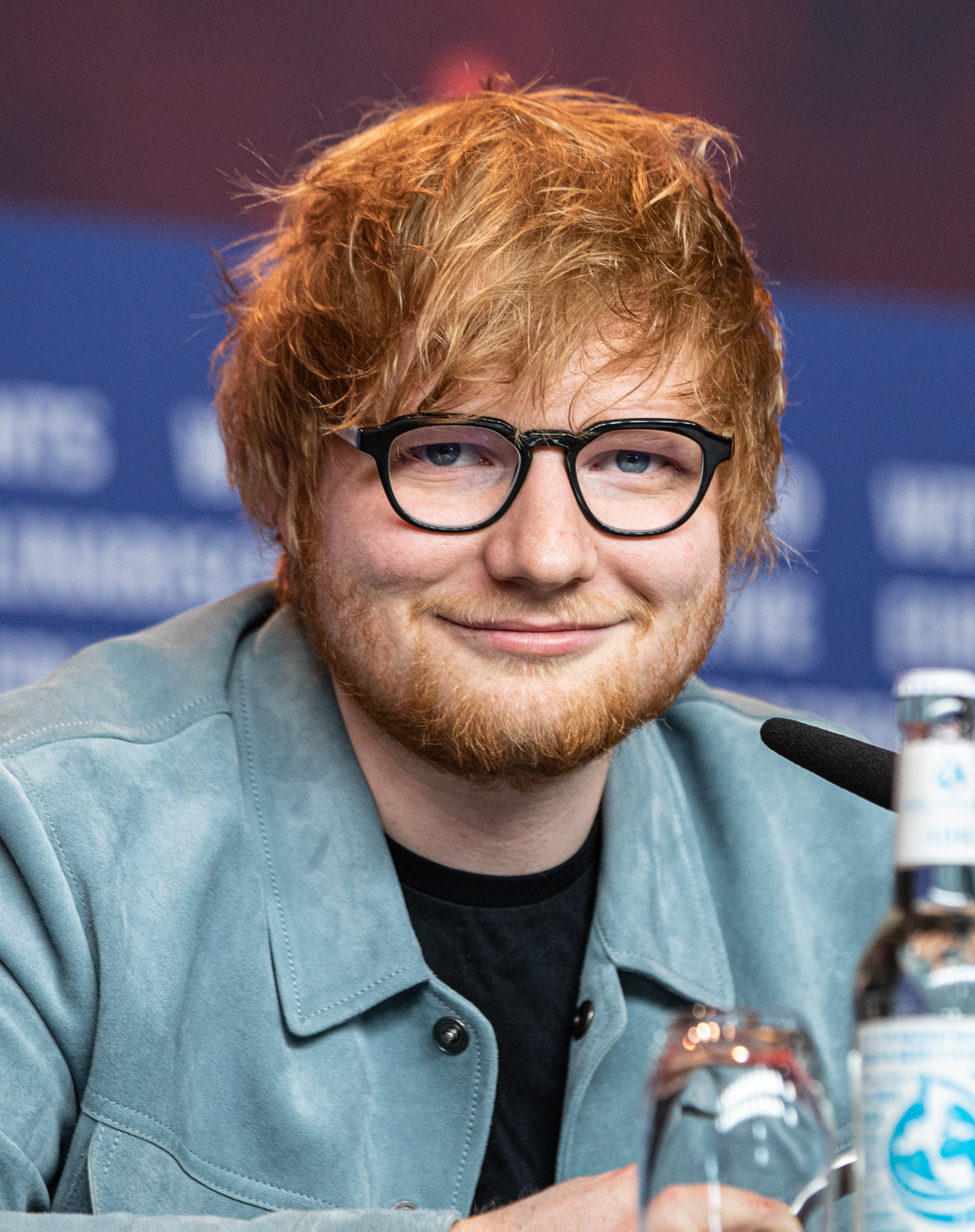
Ed Sheeran, vincitore nel 2017.

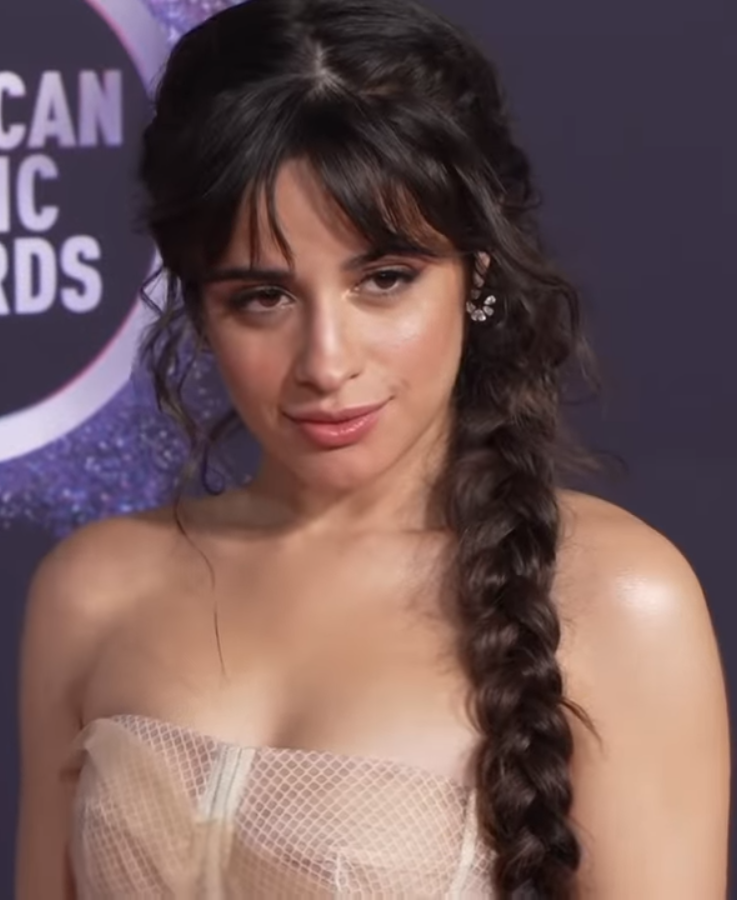
Camila Cabello, vincitrice nel 2018.

- 2017[1]
  - Ed Sheeran
  - Ariana Grande
  - Kendrick Lamar
  - Lorde
  - Bruno Mars
  - The Weeknd
- 2018[2]
  - Camila Cabello
  - Cardi B
  - Drake
  - Ariana Grande
  - Post Malone
  - Bruno Mars
- 2019[3]
  - Ariana Grande
  - Cardi B
  - Billie Eilish
  - Halsey
  - Jonas Brothers
  - Shawn Mendes

### Anni 2020

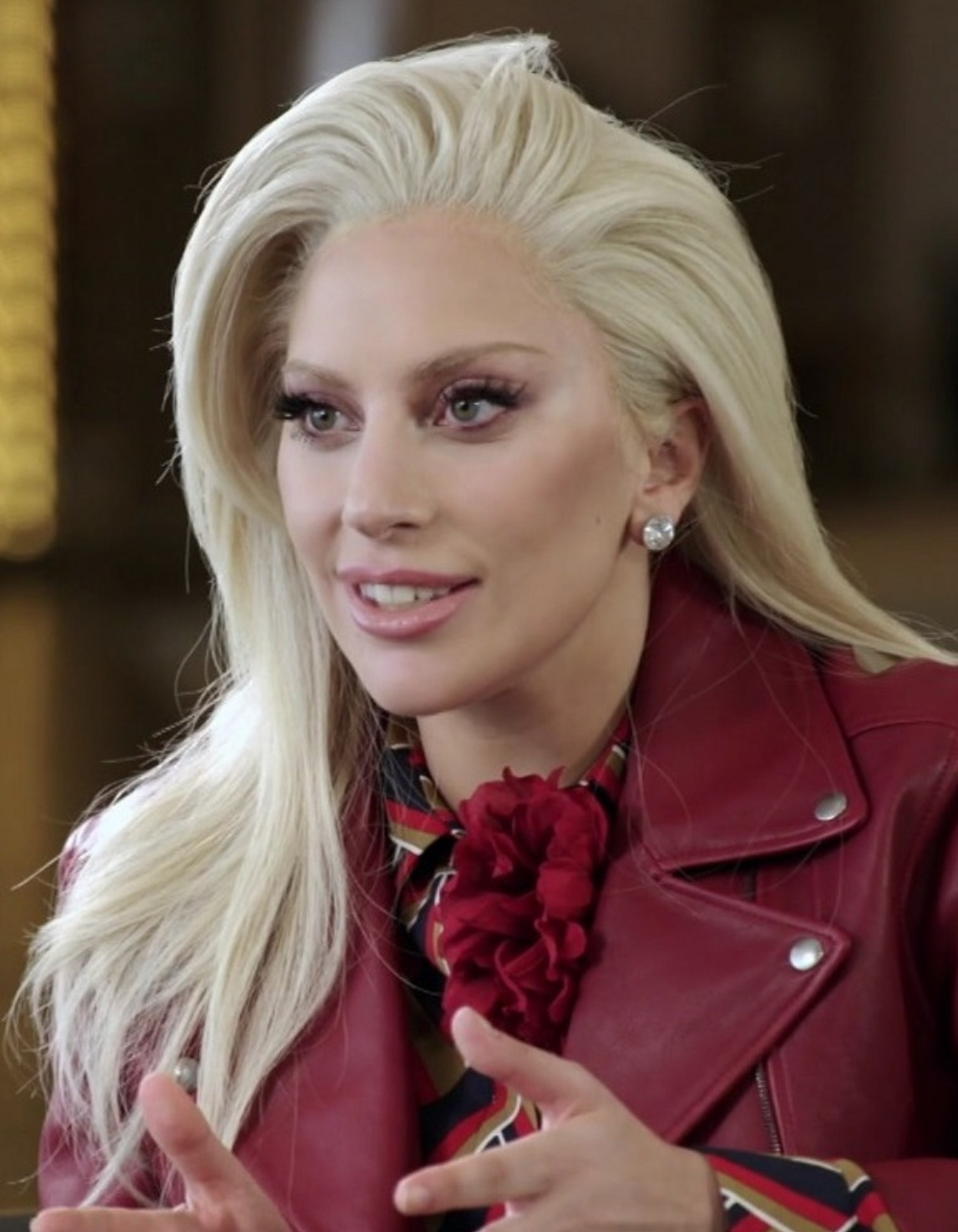
Lady Gaga, vincitrice nel 2020.

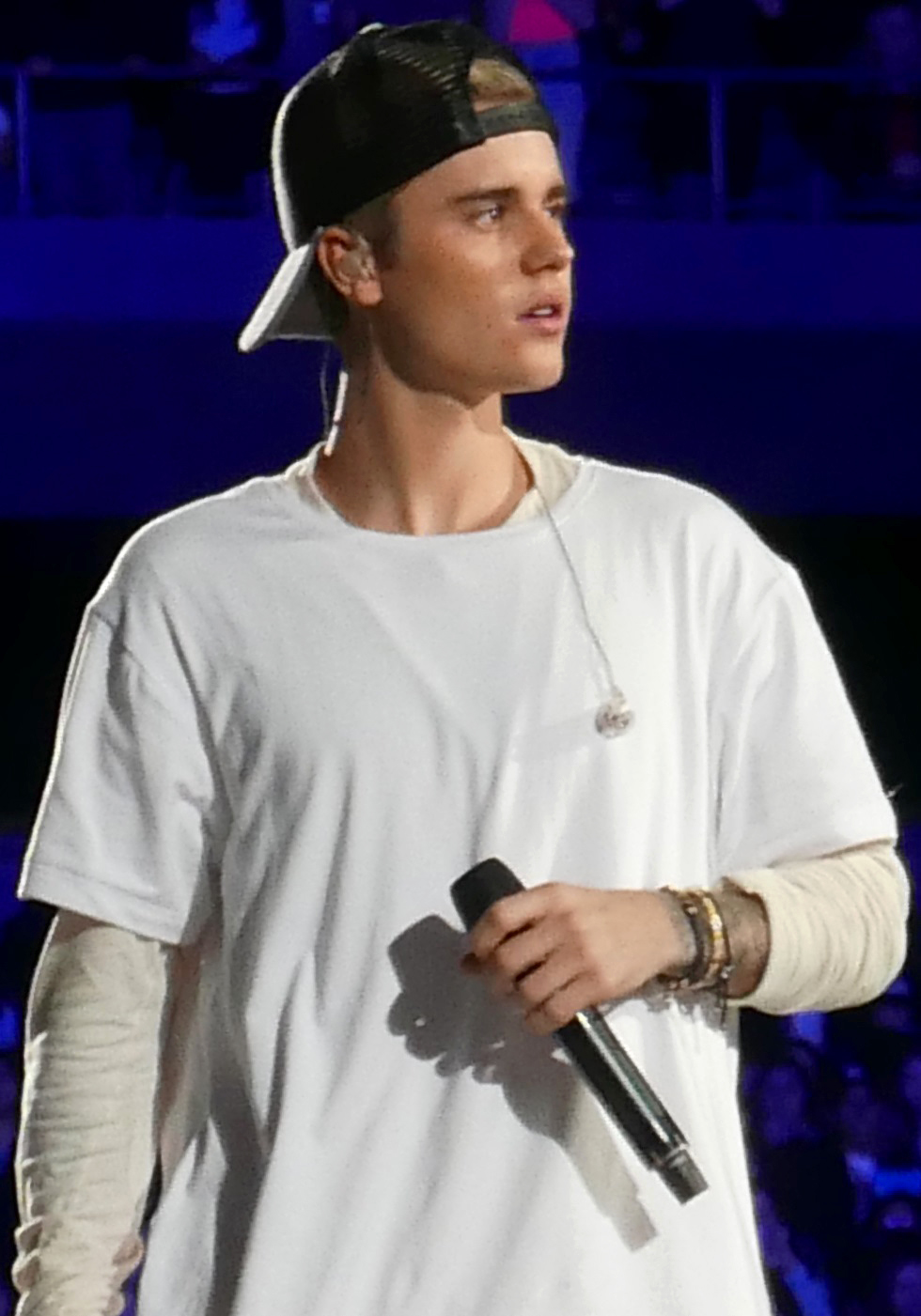
Justin Bieber, vincitore nel 2021.

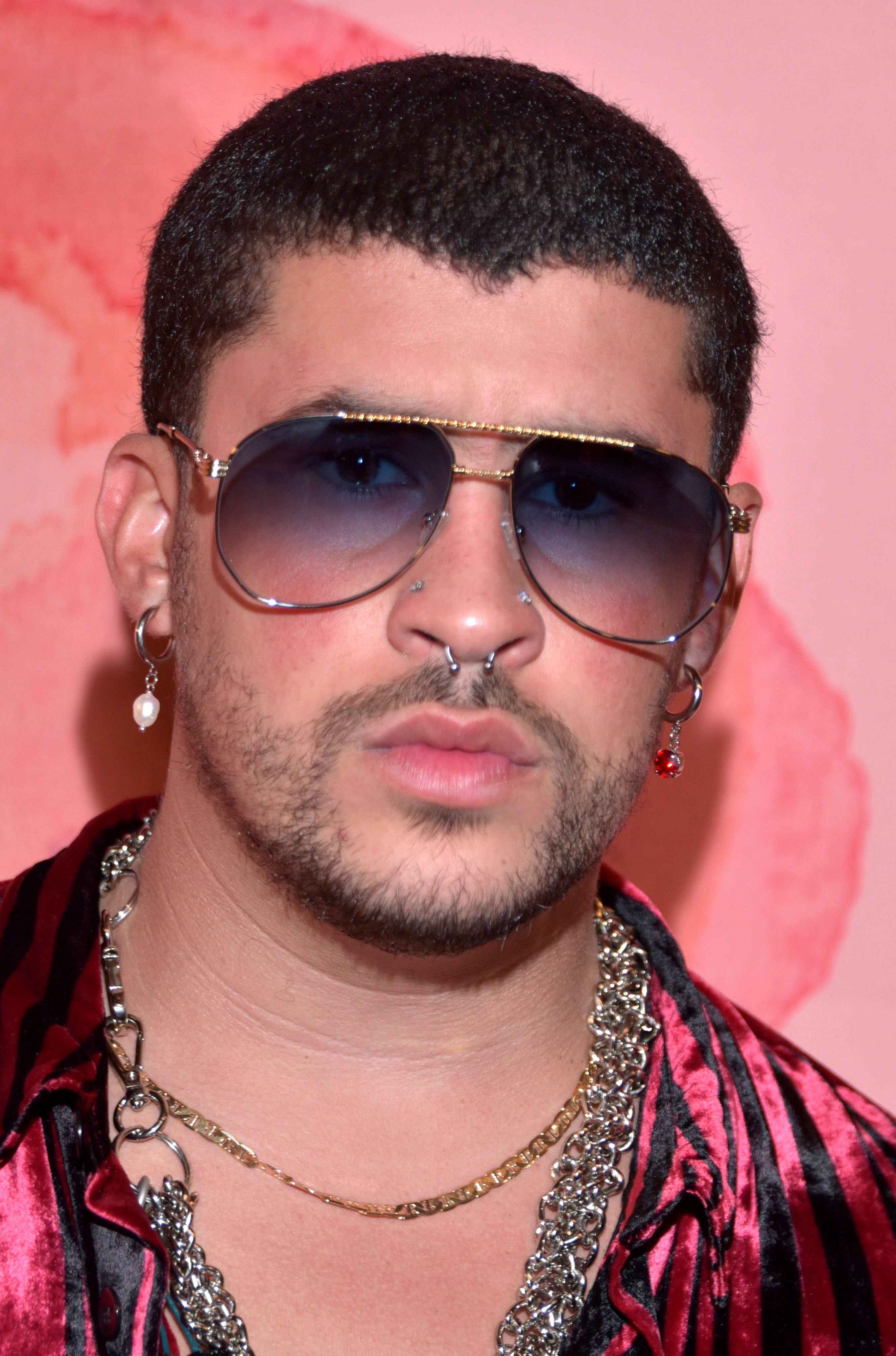
Bad Bunny, vincitore nel 2022.

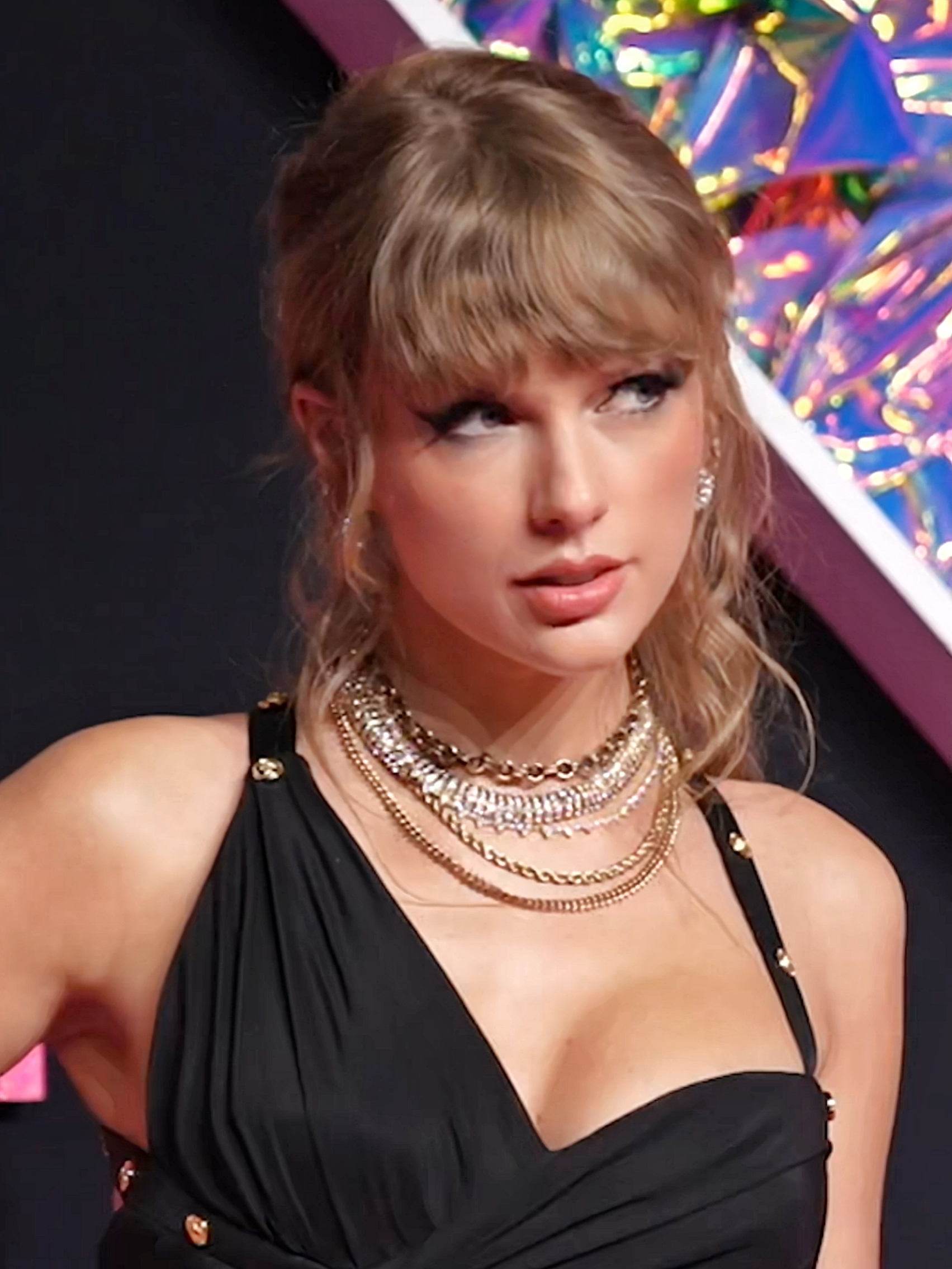
Taylor Swift, vincitrice nel 2023 e 2024.

- 2020[4]
  - Lady Gaga
  - Justin Bieber
  - DaBaby
  - Megan Thee Stallion
  - Post Malone
  - The Weeknd
- 2021[5]
  - Justin Bieber
  - Doja Cat
  - Ariana Grande
  - Megan Thee Stallion
  - Olivia Rodrigo
  - Taylor Swift
- 2022[6]
  - Bad Bunny
  - Drake
  - Ed Sheeran
  - Harry Styles
  - Jack Harlow
  - Lil Nas X
  - Lizzo
- 2023[7]
  - Taylor Swift
  - Beyoncé
  - Doja Cat
  - Karol G
  - Nicki Minaj
  - Shakira
- 2024[8][9]
  - Taylor Swift
  - Ariana Grande
  - Bad Bunny
  - Eminem
  - Sabrina Carpenter
  - SZA

## Statistiche e record

### Artisti con il maggior numero di candidature
- 5 candidature
  - Ariana Grande
- 3 candidature
  - Taylor Swift
- 3 candidature
  - Bruno Mars
  - Doja Cat
  - Drake
  - Ed Sheeran
  - Justin Bieber
  - Megan Thee Stallion
  - Post Malone
  - The Weeknd